# Cynortula figurata
Cynortula figurata is een hooiwagen uit de familie Cosmetidae.